# Ziauddin Khawaja
Khawaja Ziauddin Abbasi (ourdou : خواجہ ضیاء الدین عباسى) ou Ziauddin Butt (ضیاء الدین بٹ) est un militaire pakistanais. Il est surtout connu pour avoir été directeur-général de l'Inter-Services Intelligence (ISI), les puissants services de renseignement de l'armée, entre octobre 1998 et octobre 1999. 
Le Premier ministre Nawaz Sharif tente en vain de le nommer chef de l'armée le 12 octobre 1999 afin de remplacer Pervez Musharraf, ce qui conduira à un coup d’État de ce dernier puis à son dégradation de l'armée pakistanaise. 

## Jeunesse et éducation
Khawaja Ziauddin Abbasi est né à Lahore, sous le Raj britannique, d'une famille d'origine cachemirie. Il fait ses études à l'université du Pendjab, où il obtient un Bachelor of Science en mathématiques et en physique, ainsi qu'un autre en polémologie et un master en études stratégiques. 
Son oncle, Ghulam Jilani Khan, a également été directeur-général de l'Inter-Services Intelligence.

## Carrière militaire

### Carrière dans l'armée

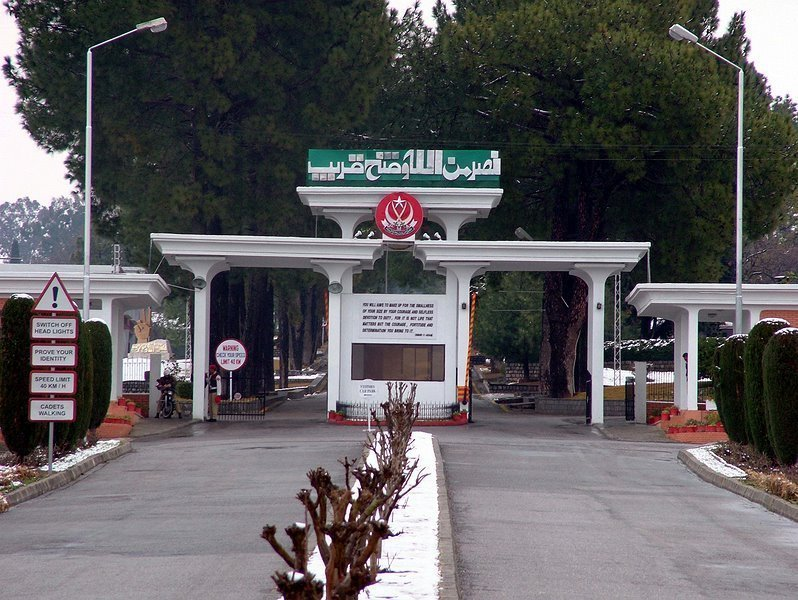
L'Académie militaire du Pakistan.

Après avoir suivi une formation à l'Académie militaire du Pakistan à Abbottabad, Ziauddin rejoint l'armée pakistanaise en 1964 où il intègre le corps d'ingénierie. Entre 1974 et 1976, il se rend aux États-Unis pour recevoir une formation de topographie auprès du National Geospatial-Intelligence Agency.
En 1989, il devient le commandant de la 11e division d'infanterie de l'armée à Okara et dès l'année suivante, il est directeur-général de la Strategic Plans Division Force, chargée de l'arsenal nucléaire. En 1996, il devient général trois-étoiles et commandant du 30e corps d'armée, à Gujranwala. 

### Directeur général de l'ISI
Le 7 octobre 1998, Ziauddin Khawaja est nommé directeur-général de l'Inter-Services Intelligence (ISI), les stratégiques services de renseignement de l'armée pakistanaise, par le Premier ministre Nawaz Sharif qui cherche alors à reprendre la main sur le pouvoir militaire. Il serait en effet un proche de Sharif, alors que des relations lui sont prêtées avec son père. Il est nommé parallèlement à Pervez Musharraf en tant que chef de l'armée. 
Durant ses fonctions, il est notamment chargé d'approfondir la coopération entre les talibans et le Pakistan et se rend plusieurs fois en Afghanistan à ce titre. Il établit des contacts discrets avec al-Qaïda mais face aux pressions américaines, il envisage une coopération dans la lutte contre le réseau djihadiste. En décembre 1998 et septembre 1999, il rencontre le président américain Bill Clinton à Washington, accompagné de Nawaz Sharif. Les trois hommes semblent alors se mettre d'accord sur une collaboration ISI-CIA afin de traquer Oussama ben Laden. Le 7 octobre 1999, Ziauddin se rend à Kandahar pour rencontrer le mollah Omar, et si les deux hommes se mettent d'accord sur plusieurs points de coopération entre les deux pays, le chef des talibans refuse de livrer ben Laden.

### Coup d’État de 1999
À la fin de l'année 1999, les relations entre pouvoirs civil et militaire sont exécrables, à la suite de la débâcle du conflit de Kargil. Fidèle au Premier ministre Nawaz Sharif, le général Ziauddin informe alors ce dernier d'un potentiel coup d’État en cours. Sharif décide alors de remplacer le chef de l'armée Pervez Musharraf par Ziauddin le 12 octobre, mais la vaste majorité de la hiérarchie militaire reste fidèle au premier, conduisant à un coup d'État et au renversement du gouvernement. Le pouvoir militaire assigne ensuite Ziauddin Khawaja à ses quartiers militaires durant près de deux ans, alors qu'il aurait refusé de dénoncer Nawaz Sharif.
En 2011, Ziauddin accuse  Ijaz Shah d'avoir organisé la cache d'Oussama ben Laden à Abbottabad sur les ordres du président Pervez Musharraf. 